# 순 제로 배출
순 제로 배출(Net zero emissions)은 인간 활동으로 인한 이산화 탄소 배출과 이러한 기체 제거가 일정 기간 동안 균형을 이루는 상태를 나타낸다. 흔히 단순히 넷 제로(net zero, 순 제로)라고 부른다. 배출은 온실가스 전체의 배출을 의미하는 경우도 있고, 이산화탄소(CO2)의 배출만을 의미하는 경우도 있다. 순제로 목표를 달성하려면 배출량을 줄이기 위한 조치가 필요하다. 한 가지 예는 화석 연료 에너지에서 지속 가능한 에너지원으로 전환하는 것이다. 조직에서는 탄소 배출권을 구매하여 잔여 배출량을 상쇄하는 경우가 많다.
사람들은 순 제로 배출, 탄소 중립, 기후 중립이라는 용어를 같은 의미로 사용하는 경우가 많다. 그러나 경우에 따라 이러한 용어는 서로 다른 의미를 갖는다. 예를 들어, 일부 탄소 중립 인증 표준에서는 많은 탄소 상쇄를 허용한다. 그러나 넷 제로 표준은 배출량을 90% 이상으로 줄이고 나머지 10% 이하만 상쇄하여 1.5 °C 목표에 부합하도록 요구한다.
지난 몇 년 동안 넷 제로는 기후 행동의 주요 프레임워크가 되었다. 많은 국가와 조직에서 순 제로 목표를 설정하고 있다. 2023년 11월 기준, 약 145개 국가가 전 세계 배출량의 거의 90%에 해당하는 순제로 목표를 발표했거나 고려하고 있다. 여기에는 지난 수십 년 동안 기후 조치에 저항했던 일부 국가가 포함된다. 국가 수준의 순제로 목표는 이제 전 세계 GDP의 92%, 배출량의 88%, 세계 인구의 89%를 포괄한다. 연간 수익 기준으로 상위 2,000개 상장 기업 중 65%가 순 제로 목표를 갖고 있다. 포춘 500대 기업 중 그 비율은 63%이다. 회사 목표는 자발적인 조치와 정부 규제로 인해 발생할 수 있다.
넷제로 주장은 신뢰성이 매우 다양하지만, 약속과 목표의 수가 증가함에도 불구하고 대부분은 신뢰성이 낮다. 전 세계 이산화 탄소 배출량의 61%가 일종의 순제로 목표에 포함되지만, 신뢰할 수 있는 목표는 배출량의 7%만 포함한다. 이러한 낮은 신뢰성은 구속력 있는 규제가 부족함을 반영한다. 탈탄소화를 위해서는 지속적인 혁신과 투자가 필요하기 때문이다.
현재까지 27개국이 국내 순제로법을 제정했다. 이는 순 제로 목표 또는 이와 동등한 내용을 포함하는 입법부가 통과시킨 법률이다. 현재 해당 국가에 본사를 둔 회사가 순 제로를 달성하도록 법적으로 요구하는 국가 규정은 없다. 스위스 등 여러 국가에서는 이러한 법안을 개발하고 있다.

## 같이 보기
- 탄소 발자국
- 저탄소 경제